# Mariners du Maine (1987-1992)
Pour les articles homonymes, voir Mariners du Maine (homonymie).
Les Mariners du Maine sont une équipe de hockey sur glace qui a évolué dans la Ligue américaine de hockey de 1987 à 1992.

## Histoire
Les Mariners du Maine sont créés en 1987 puis déménagent à Providence en 1992 pour devenir les Bruins de Providence.